# Маан
Маан (араб. مَعان) — місто на півдні Йорданії, за 218 км на південний захід від Амману, столиці країни. Є адміністративним центром провінції Маан. У 2015 році населення міста складало 41 055 осіб. Цивілізації з назвою Маан існували ще за доби набатеїв; сучасне місто розташоване на північний захід від стародавнього поселення. Маан є важливим транспортним вузлом, що лежить на старовинному Царському шляху.

## Історія
Маан був заснований мінеями, стародавнім арабським народом, який мешкав у теперішньому Ємені між II і IV століттями до н. е. Оскільки місто розташовувалася на великому торгівельному шляху, воно було заселене мінейськими купцями та торговцями. За місцевою традицією, місто було названо на честь Маана, сина Лота.
За часів візантійської епохи в Сирії Маан був частиною території арабського християнського племені Бану-Джузам, яке було васалом Візантії в Трансйорданії. На початку VII століття християнський губернатор Маану Фарва Ібн Амр аль Джузамі прийняв іслам і надіслав Мухаммеду чимало подарунків, зокрема білого мула та золоті вироби. Коли візантійська влада дізналася про його вчинок йому було наказано покаятися, проте він відмовився. Тоді візантійський імператор наказав його розіп'яти. Щоб помститися мусульмани відправили з Медини армію на чолі з Усамою ібн Зайдом та завоювали Маан. 

### Ісламська епоха
Після того, як правління над Халіфатом перейшло до Омеядів у Маані почався період процвітання. У 951 році перський географ Аль Істахрі описав його як «маленьке містечко на межі пустелі». Він стверджував, що більшість його мешканців належали до родини Омеядів або до їхніх клієнтів, хоча до того часу Омеяди були скинуті Аббасидами. Далі Аль Істахрі зазначає, що Маан служив фортецею в регіоні Еш-Шарат (сучасний південь Йорданії). В місті був організований ринок, де паломники до Мекки могли зберігати свої речі.
Під час візиту до міста сирійського географа Якута аль Хамаві на початку XIII століття, Маан, яким правили Аюбіди, був повністю зруйнованим. Проте шлях, яким паломники робили хадж до Мекки, все ще проходив крізь місто. Наприкінці XIII століття нові правителі Сирії, Бахріти, зробили Маан та його околиці одним з чотирьох районів провінції Ель-Карак. За словами середньовічного географа Ад Дімашкі, за цей період часу Маан переріс в «невелике місто», яке мало базари та місця відпочинку. Мусульманський мандрівник Ібн Баттута зазначив, що Маан був «останнім місцем у Сирії» перед Акабою в Хіджазі.

### Османське панування

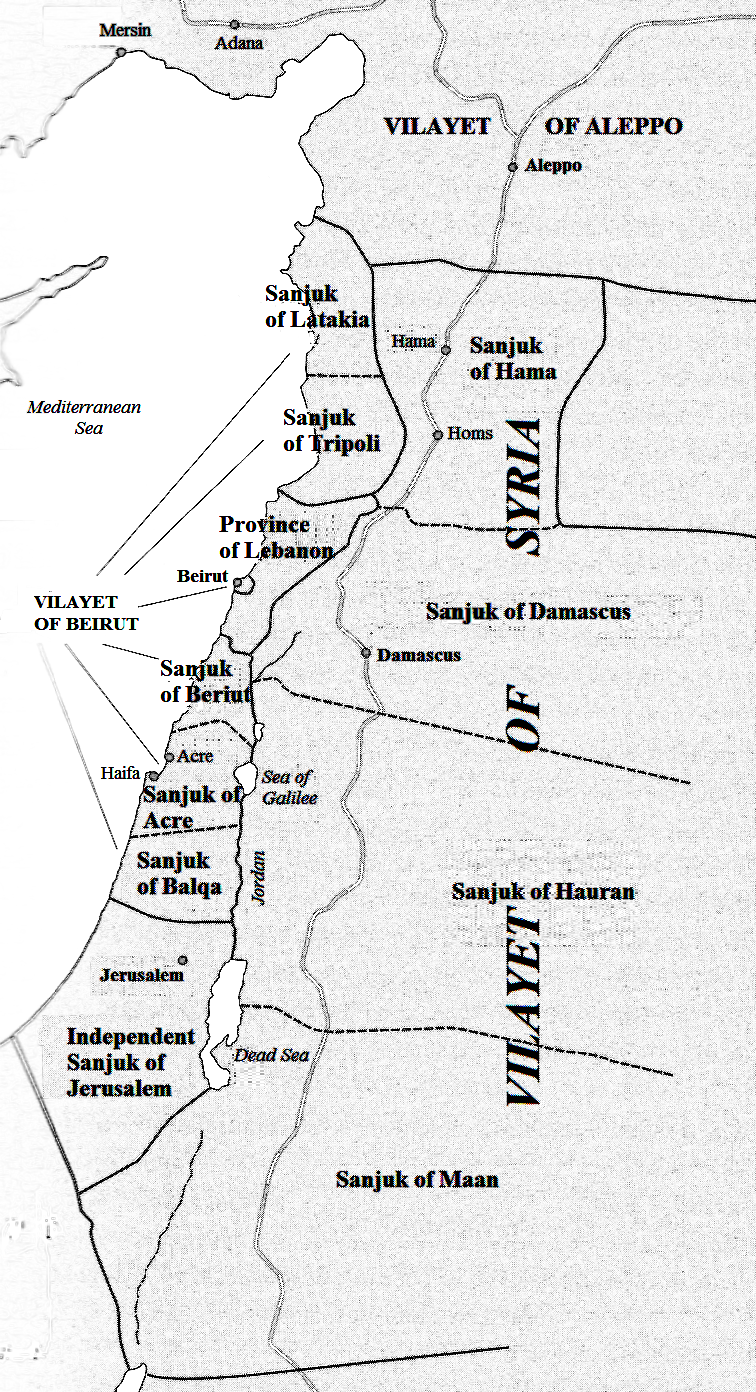
Мапа Османської Сирії, на якій зображено санджак Маан

Через географічну ізоляцію від решти населених пунктів Сирії та малу кількість мандрівників (за винятком паломників до Мекки), історія Маану була найменш добре задокументована з трансйорданських районів Османської Сирії — принаймні до адміністративної реформи наприкінці XIX століття. Османи захопили Трансйорданію в 1517 році, а в 1559 році за часів володарювання Сулеймана Пишного, побудували в Маані форт задля захисту паломницького шляху. Губернатор Дамаска придушив повстання Маану та інших міст півдня Дамаського еялету в 1656 році, проте згодом османські війська були розгромлені в результаті повстання племені Бану-Тамім. З того часу османи зберігали лише частковий контроль над цією місцевістю.
За правління Омеядів Маан був розділений на дві окремі частини: Маан-еш-Шамія та Маан-ель-Хіджазія. Останній служив головним містом, тоді як перший був невеликим кварталом. Маан і надалі залишався головним містом на шляху паломників, а його економіка повністю залежала від них. Головним торговим партнером Маану було прибережне місто Газа на півдні Палестини, звідки в Маан надходили продукти для перепродажу паломникам. Товари також імпортували з Хеврону. 
Культура Маану зазнала сильного впливу ролі шляху на хадж, тому на відміну від багатьох інших пустельних міст, більшість її жителів були грамотними і багато служили імамами або релігійними радниками для племен бедуїнів у цьому районі. Швейцарський мандрівник Йоганн Людвіг Буркгардт зазначив, що жителі Маану «вважали своє місто передовим пунктом священного міста Медини». Відносини містян з бедуїнами також були особливими. У той час як більшість приморських міст мали непрості стосунки з кочовими племенами, яким вони регулярно сплачували данину, мешканці Маану та бедуїни мали гарні стосунки. Фінський дослідник Георг Август Валлін писав, що рівень економічної взаємозалежності між ними відрізнявся від будь-якого іншого місця в пустельних районах Сирії.
У 1868 році османський губернатор Сирії Рашид Паша зробив Маан центром власної кази (округу) в санджаці (районі) Аль-Балка, що входив до Дамаського вілаєту. Чотири роки потому губернатор Абдуллетіф Субхі-паша запропонував Маану стати санджаком, до складу якого входили б Аль-Карак, Ес-Салт і Аль-Джаф. Ця пропозиція була популярною серед більшості османського уряду в Стамбулі, але в підсумку вона була відхилена через сильну опозицію Мідхат-паші, провідного реформатора епохи Танзимата, який стверджував, що адміністративні витрати, пов'язані з тим, щоб Маан був столицею району, були б недоцільними.
Після британської окупації Єгипту османські політики розпочали серйозні ініціативи щодо формування нового вілаєту навколо Дамаску, який поєднав би райони Маан, Ель-Балка та Єрусалим і служив буфером при потенційному вторгненню Великої Британії до Сирії. Ця спроба не вдалася, хоча за новою пропозицією 1886 року Маан мав бути центром району, до якого входили навколишні населенні пункти. Метою губернатора Османа Нурі-паші в цьому відношенні було створення урядового центру на півдні Трансйорданії задля «уникнення відчуження людей». Султан Абдул-Гамід II затвердив цей план у 1892 році, проте створення нового санджаку було затримано і врешті-решт скасовано після того, як провідний шейх Ель-Карака спромігся домовитися з османськими чиновниками. Ель-Карак вважався більш придатним на роль адміністративного центру району через більшу чисельність населення, близькість до Палестини та налагоджені стосунки між містом та владою Дамаска та Стамбула. 
У період між 1897 і 1899 роками в Маані було засновано дві початкові школи для хлопчиків та середню школу. У 1902 році залізниця з'єднала місто з Дамаском та Мединою.

### Сучасна епоха
Після битви при Акабі під час арабського повстання турецька армія укріпила Маан 6000 піхотинцями, полком кінноти та піхоти та аеродромом під командуванням Беджет-паші. Ця важлива османська військова база та вузол зв'язку перебувала в 5-денній облозі Північної арабської армії під час битви при Маані 13-17 квітня 1918 року. Хоча місто не було захоплене, Хіджазька залізниця зазнала значних ушкоджень.
У 1920 році хашимітський емір Абдулла I прибув до Маану з кількома сотнями бійців, намагаючись відновити шарифський трон у Дамаску після його  захоплення Францією Емір, коментуючи французьку колонізаціб Сирії, заявив мешканцям Маану: «Колоніаліст прийшов до вас, щоб позбавити вас трьох грацій: віри, свободи та мужності». В 1922 році після захоплення британцями регіону під час Першої світової війни був створений Британський мандат у Палестині, до складу якого входила Трансйорданія на правах напівавтономної від британців адміністрації. Маан увійшов до держави Трансйорданія в 1925 році.
Абдулла I використовував будівлю залізничної станції Маан як місце першого уряду Королівства Йорданія. Зараз цей будинок, що називається Маанським палацем, зображений на реверсі банкноти йорданського динару.
У 1998 році в Маані відбулася велика демонстрація проти вторгнення США до Іраку, яка перетворилася на невелике повстання. Йорданський спецназ та поліція намагалися вгамувати акції протесту, в результаті чого загинув один демонстрант і було поранено 25 людей, зокрема поліцейських. Король Хусейн надіслав до міста армію, а в Маані був введений комендантський час та відключений телефонний зв'язок. Згодом Хусейн прибув до міста щоб зустрітися з армійськими підрозділами та місцевими вождями племен, щоб заспокоїти населення. Він назвав заворушення образою для країни та заявив, що протести були спричинені іноземними агентами. Також король відмітив історичну роль Маану.
В 2002 році Маан став місцем зіткнення між йорданською армією та ісламістськими угрупованнями після смерті американського дипломата. The Economist назвав місто «осередком підтримки ІС».

## Клімат
За класифікацією Кеппена Маан має холодний пустельний клімат (BWk) зі спекотним літом та м'якою, помірно холодною зимою через розташовання на висоті понад 1000 метрів над рівнем моря. Опади надзвичайно рідкі, в середньому лише 44 мм на рік.
| Клімат Маану (1961—1990, рекорди 1923—1993) | Клімат Маану (1961—1990, рекорди 1923—1993) | Клімат Маану (1961—1990, рекорди 1923—1993) | Клімат Маану (1961—1990, рекорди 1923—1993) | Клімат Маану (1961—1990, рекорди 1923—1993) | Клімат Маану (1961—1990, рекорди 1923—1993) | Клімат Маану (1961—1990, рекорди 1923—1993) | Клімат Маану (1961—1990, рекорди 1923—1993) | Клімат Маану (1961—1990, рекорди 1923—1993) | Клімат Маану (1961—1990, рекорди 1923—1993) | Клімат Маану (1961—1990, рекорди 1923—1993) | Клімат Маану (1961—1990, рекорди 1923—1993) | Клімат Маану (1961—1990, рекорди 1923—1993) | Клімат Маану (1961—1990, рекорди 1923—1993) |
| Показник                                    | Січ.                                        | Лют.                                        | Бер.                                        | Квіт.                                       | Трав.                                       | Черв.                                       | Лип.                                        | Серп.                                       | Вер.                                        | Жовт.                                       | Лист.                                       | Груд.                                       | Рік                                         |
| Абсолютний максимум, °C                     | 27,7                                        | 30,6                                        | 33,4                                        | 39,3                                        | 39,6                                        | 42,5                                        | 42,2                                        | 42,3                                        | 40,0                                        | 36,1                                        | 31,4                                        | 28,0                                        | 42,5                                        |
| Середній максимум, °C                       | 13,4                                        | 15,4                                        | 19,0                                        | 24,2                                        | 28,7                                        | 32,4                                        | 33,9                                        | 34,1                                        | 32,3                                        | 27,2                                        | 20,3                                        | 15,1                                        | 24,7                                        |
| Середня температура, °C                     | 7,5                                         | 9,1                                         | 12,2                                        | 16,9                                        | 20,8                                        | 24,0                                        | 25,5                                        | 25,6                                        | 23,8                                        | 19,5                                        | 13,5                                        | 9,0                                         | 17,3                                        |
| Середній мінімум, °C                        | 1,6                                         | 2,8                                         | 5,3                                         | 9,5                                         | 13,0                                        | 15,6                                        | 17,2                                        | 17,2                                        | 15,4                                        | 11,7                                        | 6,8                                         | 3,0                                         | 9,9                                         |
| Абсолютний мінімум, °C                      | −6,6                                        | −8,4                                        | −5,6                                        | −1,4                                        | 4,4                                         | 8,5                                         | 10,0                                        | 12,2                                        | 7,4                                         | 3,3                                         | −3                                          | −6,5                                        | −8,4                                        |
| Середня кількість сонячних годин на місяць  | 229,4                                       | 226,8                                       | 263,5                                       | 270,0                                       | 322,4                                       | 369,0                                       | 384,4                                       | 365,8                                       | 318,0                                       | 291,4                                       | 246,0                                       | 223,2                                       | 3509,9                                      |
| Норма опадів, мм                            | 7.1                                         | 7.3                                         | 6.9                                         | 3.6                                         | 2.0                                         | 0.0                                         | 0.0                                         | 0.0                                         | 0.2                                         | 3.8                                         | 4.3                                         | 7.5                                         | 42.7                                        |
| Днів з опадами                              | 1,9                                         | 1,4                                         | 1,7                                         | 0,8                                         | 0,3                                         | 0,0                                         | 0,0                                         | 0,0                                         | 0,1                                         | 0,6                                         | 0,7                                         | 1,8                                         | 9,3                                         |
| Днів зі снігом                              | 0,6                                         | 0,4                                         | 0,3                                         | 0,0                                         | 0,0                                         | 0,0                                         | 0,0                                         | 0,0                                         | 0,0                                         | 0,0                                         | 0,0                                         | 0,2                                         | 1,5                                         |
| Вологість повітря, %                        | 62                                          | 59                                          | 52                                          | 44                                          | 39                                          | 39                                          | 41                                          | 42                                          | 43                                          | 47                                          | 55                                          | 63                                          | 49                                          |
| ------------------------------------------- | ------------------------------------------- | ------------------------------------------- | ------------------------------------------- | ------------------------------------------- | ------------------------------------------- | ------------------------------------------- | ------------------------------------------- | ------------------------------------------- | ------------------------------------------- | ------------------------------------------- | ------------------------------------------- | ------------------------------------------- | ------------------------------------------- |

## Населення
Населення міста за переписом 1994 року становило 22 989 осіб (54,3% чоловіків і 45,7% жінок). В місті налічувалося 4871 домівок і 3862 домогосподарства. За даними муніципалітету Маану, у 2007 році населення Маану становило приблизно 50 тис. осіб. Більшість жителів міста — мусульмани-суніти з ханафійського мазгабу.